# Kvistbro socken
Kvistbro socken i Närke ingick i Edsbergs härad, ingår sedan 1995 i Lekebergs kommun i Örebro län och motsvarar från 2016 Kvistbro distrikt.
Socknens areal är 194,88 kvadratkilometer, varav 181,52 land. År 2000 fanns här 1 832 invånare. Tätorterna Mullhyttan och Gropen, dit kyrkbyn Kvistbro med sockenkyrkan Kvistbro kyrka hör, ligger i socknen.

## Administrativ historik
Kvistbro socken har medeltida ursprung. Ur socknen utbröts 1638 en del av den då nybildade Nysunds socken.
Vid kommunreformen 1862 övergick socknens ansvar för de kyrkliga frågorna till Kvistbro församling och för de borgerliga frågorna till Kvistbro landskommun. Landskommunen inkorporerades 1952 i Svartå landskommun som 1967 upplöstes varvid denna del uppgick i Lekebergs landskommun. Denna uppgick i sin tur 1971 i Örebro kommun för att 1995 åter brytas ut och uppgå i Lekebergs kommun. Församlingen uppgick 2006 i Knista församling.
1 januari 2016 inrättades distriktet Kvistbro, med samma omfattning som församlingen hade 1999/2000.
Socknen har tillhört fögderier, tingslag och domsagor enligt vad som beskrivs i artikeln Edsbergs härad. De indelta soldaterna tillhörde Närkes regemente, Edsbergs kompani och Livregementets husarkår, Västernärke skvadron.

## Geografi
Kvistbro socken har i söder Svartån och sjön Teen och med Kilsbergen i väster. Socknen är i öster skogs- och mossmarker på Närkeslätten och kuperad skogsbygd i väster. I norr runt gränsen mellan Närke och Värmland mellan Gryt och Villingsberg är det skogsmark och många små sjöar.

## Fornlämningar
Spridda gravar och fyra mindre gravfält från järnåldern är funna. Två fornborgar finns här också.

## Namnet
Namnet (1309 Quistbro) kommer från bron vid kyrkan. Förleden kvist indikerar att denna bro tidigt varit en brobank gjord av ris och kvistar.

## Befolkningsutveckling
| Befolkningsutvecklingen i Kvistbro socken 1810–1990                                                     | Befolkningsutvecklingen i Kvistbro socken 1810–1990 | Befolkningsutvecklingen i Kvistbro socken 1810–1990 | Befolkningsutvecklingen i Kvistbro socken 1810–1990 | Befolkningsutvecklingen i Kvistbro socken 1810–1990 |
| --- | --------------------------------------------------- | --------------------------------------------------- | --------------------------------------------------- | --------------------------------------------------- |
| |                                                     |                                                     |                                                     |                                                     |
| År |                                                     |                                                     | Folkmängd                                           |                                                     |
| 1810 | 1810                                                |                                                     | 1 931                                               |                                                     |
| 1820 | 1820                                                |                                                     | 2 004                                               |                                                     |
| 1830 | 1830                                                |                                                     | 2 433                                               |                                                     |
| 1840 | 1840                                                |                                                     | 2 634                                               |                                                     |
| 1850 | 1850                                                |                                                     | 2 879                                               |                                                     |
| 1860 | 1860                                                |                                                     | 3 302                                               |                                                     |
| 1870 | 1870                                                |                                                     | 3 887                                               |                                                     |
| 1880 | 1880                                                |                                                     | 4 066                                               |                                                     |
| 1890 | 1890                                                |                                                     | 3 825                                               |                                                     |
| 1900 | 1900                                                |                                                     | 3 747                                               |                                                     |
| 1910 | 1910                                                |                                                     | 3 949                                               |                                                     |
| 1920 | 1920                                                |                                                     | 3 955                                               |                                                     |
| 1930 | 1930                                                |                                                     | 3 692                                               |                                                     |
| 1940 | 1940                                                |                                                     | 3 362                                               |                                                     |
| 1950 | 1950                                                |                                                     | 3 399                                               |                                                     |
| 1960 | 1960                                                |                                                     | 3 078                                               |                                                     |
| 1970 | 1970                                                |                                                     | 1 737                                               |                                                     |
| 1980 | 1980                                                |                                                     | 1 680                                               |                                                     |
| 1990 | 1990                                                |                                                     | 1 754                                               |                                                     |
| Anm: Källor: Umeå universitet - Tabellverket 1749-1859, Demografiska databasen, CEDAR, Umeå universitet |                                                     |                                                     |                                                     |                                                     |